# تیم ملی فوتبال زیر ۲۱ سال آلمان شرقی
تیم ملی فوتبال زیر ۲۱ سال آلمان شرقی (انگلیسی: East Germany national under-21 football team) یا تیم ملی فوتبال جوانان آلمان شرقی، نماینده کشور آلمان شرقی در مسابقات فوتبال جوانان اروپا و جهان بود که زیر نظر اتحادیه فوتبال آلمان شرقی فعالیت میکرد. 
از افتخارات این تیم میتوان به کسب مقام نایب قهرمانی مسابقات زیر ۲۱ سال اروپا در سال‌های ۱۹۷۸ و ۱۹۸۰ اشاره کرد.